# Khlong Sam Wa
Khlong Sam Wa (in thailandese: คลองสามวา) è uno dei 50 distretti (khet) della città di Bangkok, in Thailandia.